# Konceba
Konceba (ukr. Концеба) – wieś na Ukrainie w rejonie podolskim obwodu odeskiego.